# 范寧縣 (喬治亞州)
范寧縣（英語：Fannin County）位美國喬治亞州北部的一個縣，北鄰田納西州和北卡羅萊納州。面積1,014平方公里。根据美國2000年人口普查，共有人口19,798人。縣治布盧里奇（Blue Ridge）。
成立於1854年1月21日。縣名紀念在戈里亞德大屠殺中被安東尼奧·洛佩斯·德·桑塔·安納下令處死的喬治亞州人詹姆斯·沃克·范寧。